# Turu-turu
Turu-turu ou franga-d'água-de-bico-vermelho (nome científico: Neocrex erythrops) é uma espécie de ave Guiforme da família Rallidae. Pode ser encontrada na Argentina, Bolívia, Brasil, Colômbia, Costa Rica, Equador, Guiana Francesa, Guiana, Panamá, Paraguai, Peru, Suriname, Trinidad e Tobago, e Venezuela.

## Etimologia
Seu nome científico Neocrex erythrops vem do grego neos, neo = novos, novo; e de krex = sanã, codorniz, fanfarrão, barulhento; e do (grego) eruthros = vermelho; e de -öps = olhos, olho. Signfica portanto: nova sanã de olhos vermelhos.

## Subespécies
São reconhecidas duas subespécies:
- Neocrex erythrops erythrops (P. L. Sclater, 1867) - ocorre no Arquipélago de Galápagos; na região costeira do Peru, de Lima até Lambayeque;
- Neocrex erythrops olivascens (Chubb, 1917) - ocorre do Oeste do Panamá até a Venezuela; nas Guianas; no Noroeste da Argentina e no Brasil.

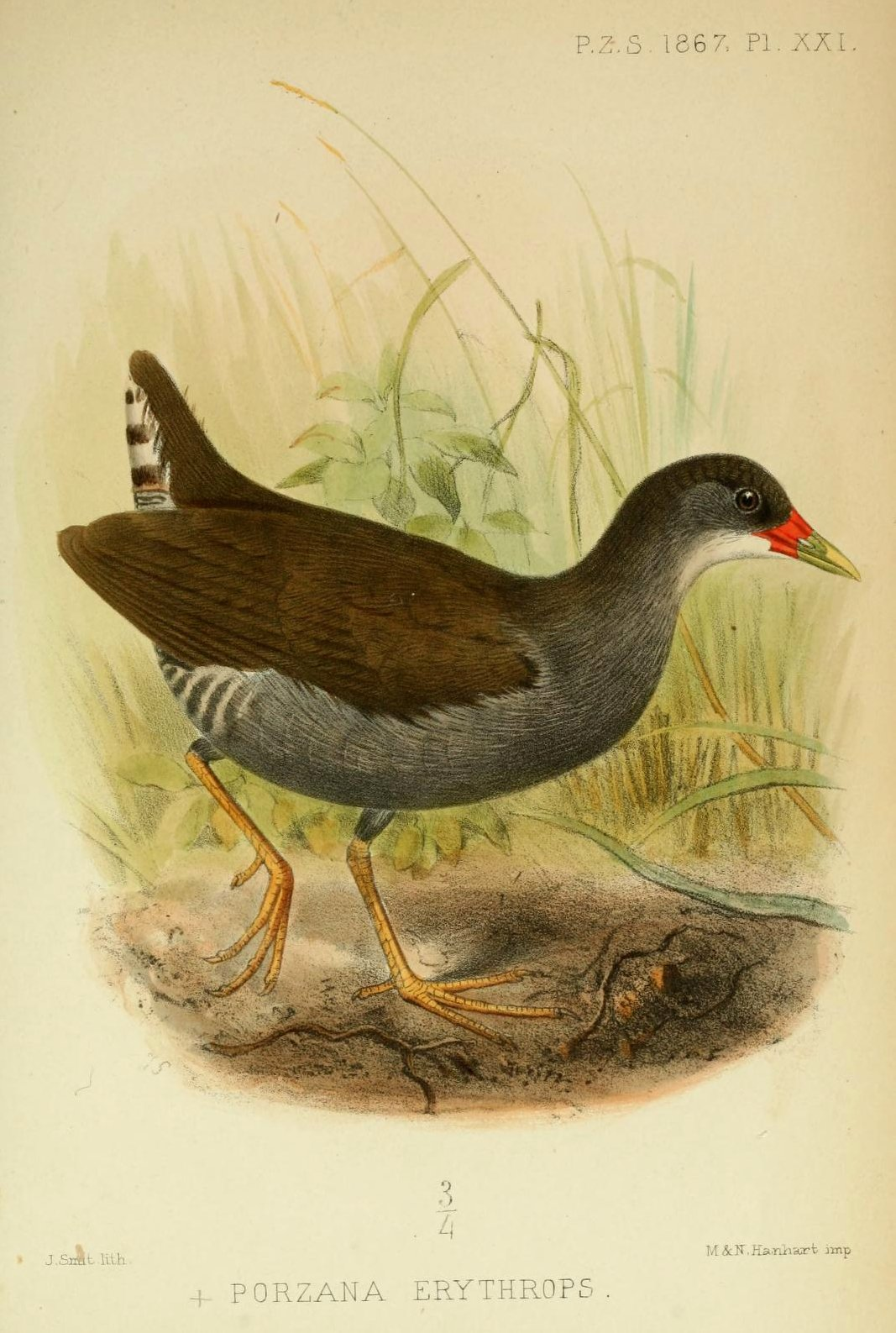